# Où est passée la noce ?
Albums de Beau Dommage
Beau Dommage
(1974) Un autre jour arrive en ville
(1976)
Où est passée la noce ? est un album du groupe de musique québécois Beau Dommage sorti en 1975.
Leur deuxième album, il était certifié platine (100 000 exemplaires) dès son premier jour sur le marché,. Il a été longtemps présent dans les classements d'albums,.

## Liste des titres
| No | Titre                          | Auteur                                                 | Durée |
| -- | ------------------------------ | ------------------------------------------------------ | ----- |
| 1. | Le Blues d'la métropole        | Pierre Huet/Michel Rivard                              | 4:13  |
| 2. | Assis dans' cuisine            | Pierre Bertrand                                        | 2:03  |
| 3. | Amène pas ta gang              | Robert Léger                                           | 3:13  |
| 4. | Motel « Mon Repos »            | Michel Rivard                                          | 3:35  |
| 5. | J'ai oublié le jour            | Robert Léger                                           | 3:05  |
| 6. | Bon Débarras                   | Michel Rivard/Robert Léger                             | 2:55  |
| 7. | Heureusement qu'il y a la nuit | Pierre Huet/Michel Rivard                              | 5:45  |
| 8. | Un incident à Bois-des-Filion  | Pierre Huet/Pierre Bertrand/Robert Léger/Michel Rivard | 20:30 |

## Certification
| Pays   | Association  | Certificaition | Ventes/Équivalence |
| ------ | ------------ | -------------- | ------------------ |
| Canada | Music Canada | platine        | 100 000            |